# Pietro III di Arborea
Pietro III di Arborea della casata de Serra-Bas (1314 – 1347) fu giudice di Arborea dal 1335 fino alla sua morte.

## Biografia
Figlio di Ugone II di Arborea, alla morte di suo padre nel 1336, Pietro III assunse il trono, comunicandolo a re Alfonso IV di Aragona che aveva la pretesa di essere il sovrano dell'intera Sardegna su investitura papale.
Pietro III in precedenza, nel 1326, aveva già sposato Costanza (morta il 18 febbraio 1348), figlia di Filippo di Saluzzo, primo governatore del regno aragonese di Sardegna e Corsica, e quindi nipote del marchese Tommaso II di Saluzzo. Il regno di Pietro III fu scialbo e posto sotto la direzione e forte influenza del suo cancelliere ed arcivescovo di Arborea, Guido Cattaneo, e dal canonico di Tramatza e dottore in legge Filippo Mameli.
Quando re Alfonso IV morì nel 1336, il fratello di Pietro e suo futuro successore come giudice, Mariano IV di Arborea, fece omaggio al nuovo re Pietro IV di Aragona ed ottenne in vassallaggio la contea di Goceano.
Non molto altro si conosce sul regno del giudice Pietro III, se non che nel 1343 ottenne da papa Clemente VI il permesso di fondare un monastero di clarisse.